# بخش سامرز (شهرستان پربیل، اوهایو)
بخش سامرز (به انگلیسی: Somers Township) یک منطقهٔ مسکونی در ایالات متحده آمریکا است که در شهرستان پربل، اوهایو واقع شده‌است.
 بخش سامرز ۹۲٫۷ کیلومتر مربع مساحت و ۴٬۲۴۵ نفر جمعیت دارد و ۲۷۸ متر بالاتر از سطح دریا واقع شده‌است.